# Codomein

functie van naar
domein van
bereik van
is het codomein van.

In de wiskunde is het codomein, of doel, van een functie of afbeelding {\displaystyle f:X\to Y} de verzameling {\displaystyle Y} waarin de beelden van de functie liggen. Het bereik van een functie is een deelverzameling van het codomein en bestaat uit de beelden van de elementen van het domein.
Volgens de precieze definitie is een functie een drietal {\displaystyle (X,Y,G)}, waarin 
{\displaystyle G\subseteq X\times Y}
met de eigenschap dat er voor ieder element {\displaystyle a\in X} precies één element {\displaystyle b\in Y} is waarvoor {\displaystyle (a,b)\in G}.
De verzameling {\displaystyle X} heet daarbij het domein, of definitiegebied, van de functie {\displaystyle f}, de verzameling {\displaystyle Y} het codomein en de verzameling {\displaystyle G} de grafiek van de functie. Volgens deze definitie zijn twee functies met dezelfde grafiek, dus ook met hetzelfde domein, verschillend als ze een verschillend codomein hebben. In de praktijk is dit verschil niet altijd belangrijk, als het codomein maar het bereik bevat.
Het is om te bepalen dat een functie surjectief is natuurlijk wel van belang dat het codomein precies is bepaald.

## Voorbeelden
Van de functie {\displaystyle f:\mathbb {R} \to \mathbb {R} } gedefinieerd op de reële getallen door:
{\displaystyle f(x)=x^{2}}
is {\displaystyle \mathbb {R} } het codomein. Het zal duidelijk zijn dat {\displaystyle f} geen element van het definitiegebied op een negatief getal afbeeldt, maar wel dat iedere {\displaystyle y\geq 0} als beeld optreedt. Het bereik van {\displaystyle f} is dus de verzameling {\displaystyle \mathbb {R} _{0}^{+}}, dat wil zeggen het interval {\displaystyle [0,+\infty ]}.
De functie {\displaystyle g:\mathbb {R} \to \mathbb {R} _{0}^{+}}, gedefinieerd door: 
{\displaystyle g(x)=x^{2}},
lijkt veel op de functie {\displaystyle f}. Beide functies beelden een reëel getal {\displaystyle x} af op het getal {\displaystyle x^{2}}. Toch zijn beide functies in de moderne zienswijze niet aan elkaar gelijk, omdat beide functies verschillende codomeinen hebben. 
In ons voorbeeld is {\displaystyle g} een surjectie, terwijl {\displaystyle f} dat niet is. Het codomein heeft geen invloed op het feit of een functie al dan niet injectief is.